# Kleinkastell Gasr Banat

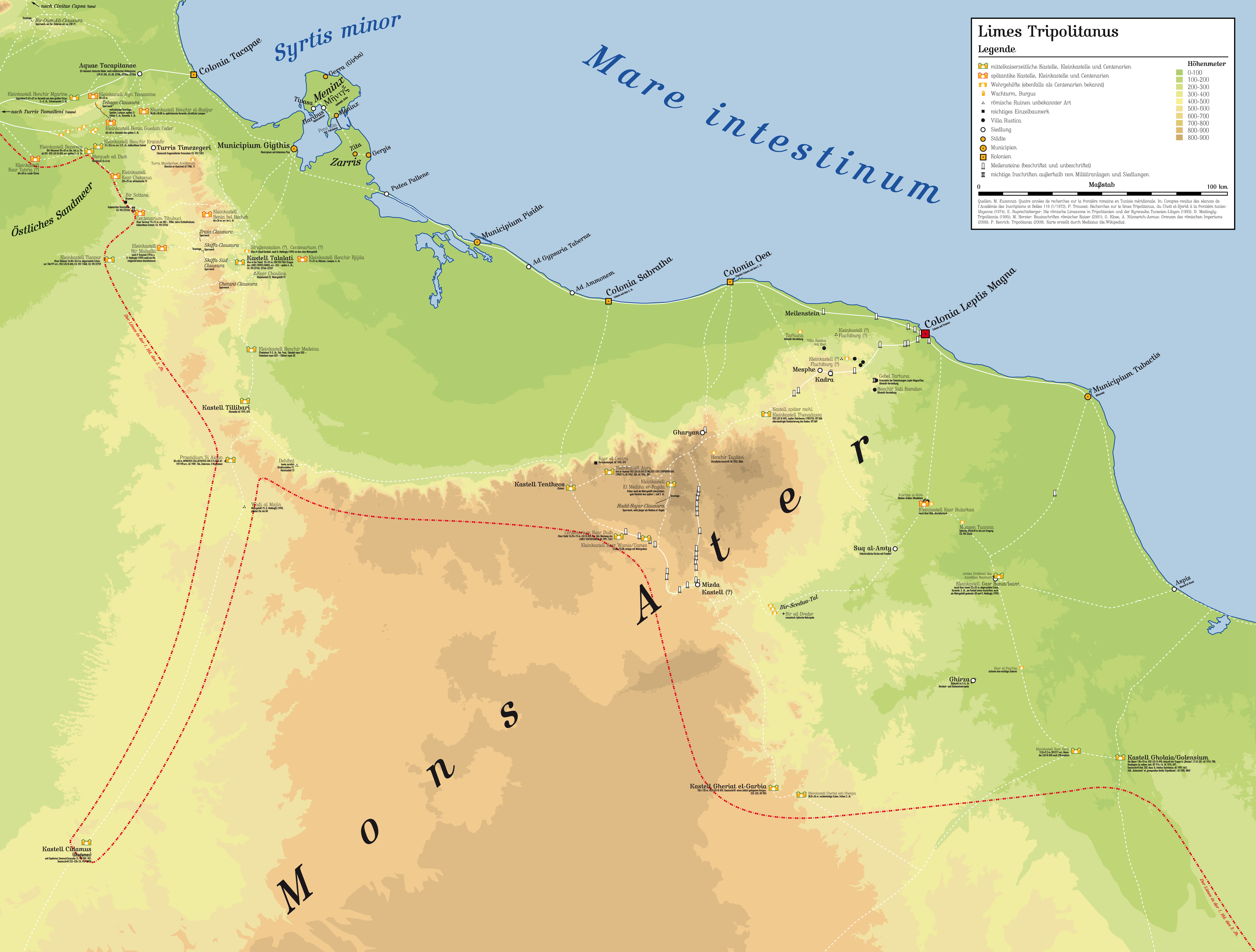
Das Kleinkastell Gasr Banat im Verbund des Limes Tripolitanus

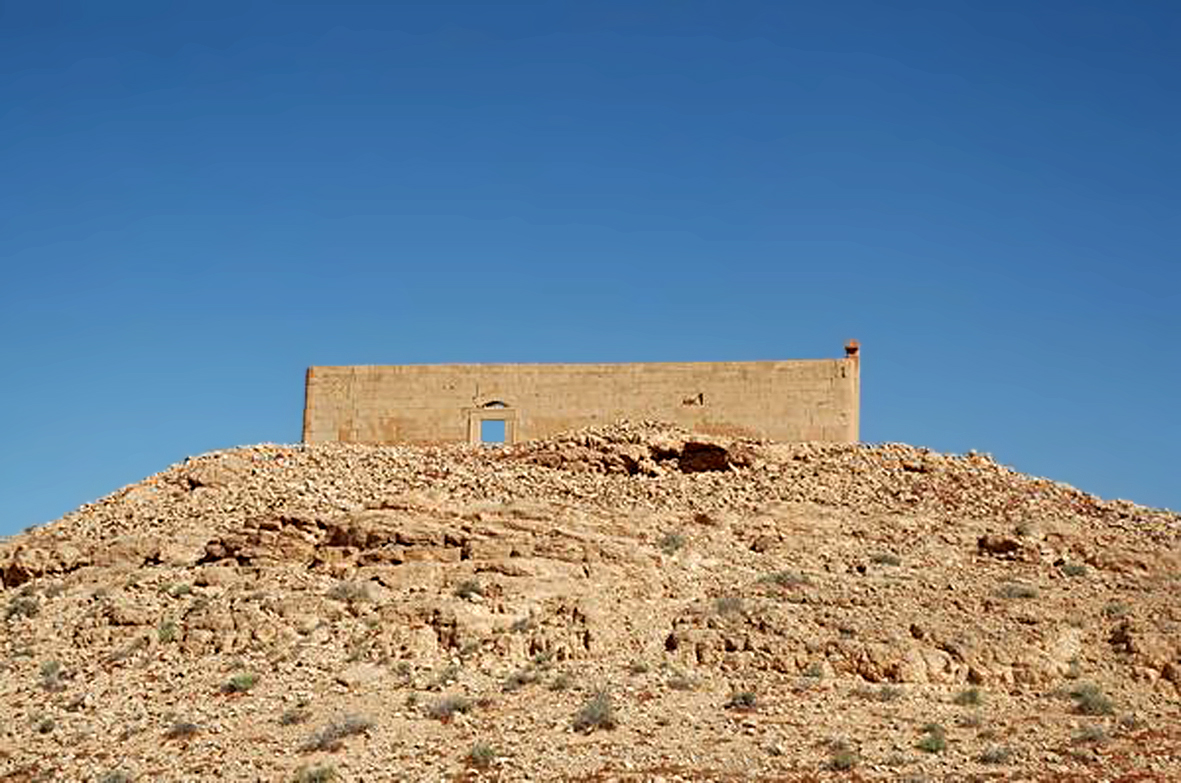
Blick aus Südosten auf die überhöht liegende Fortifikation (2006)

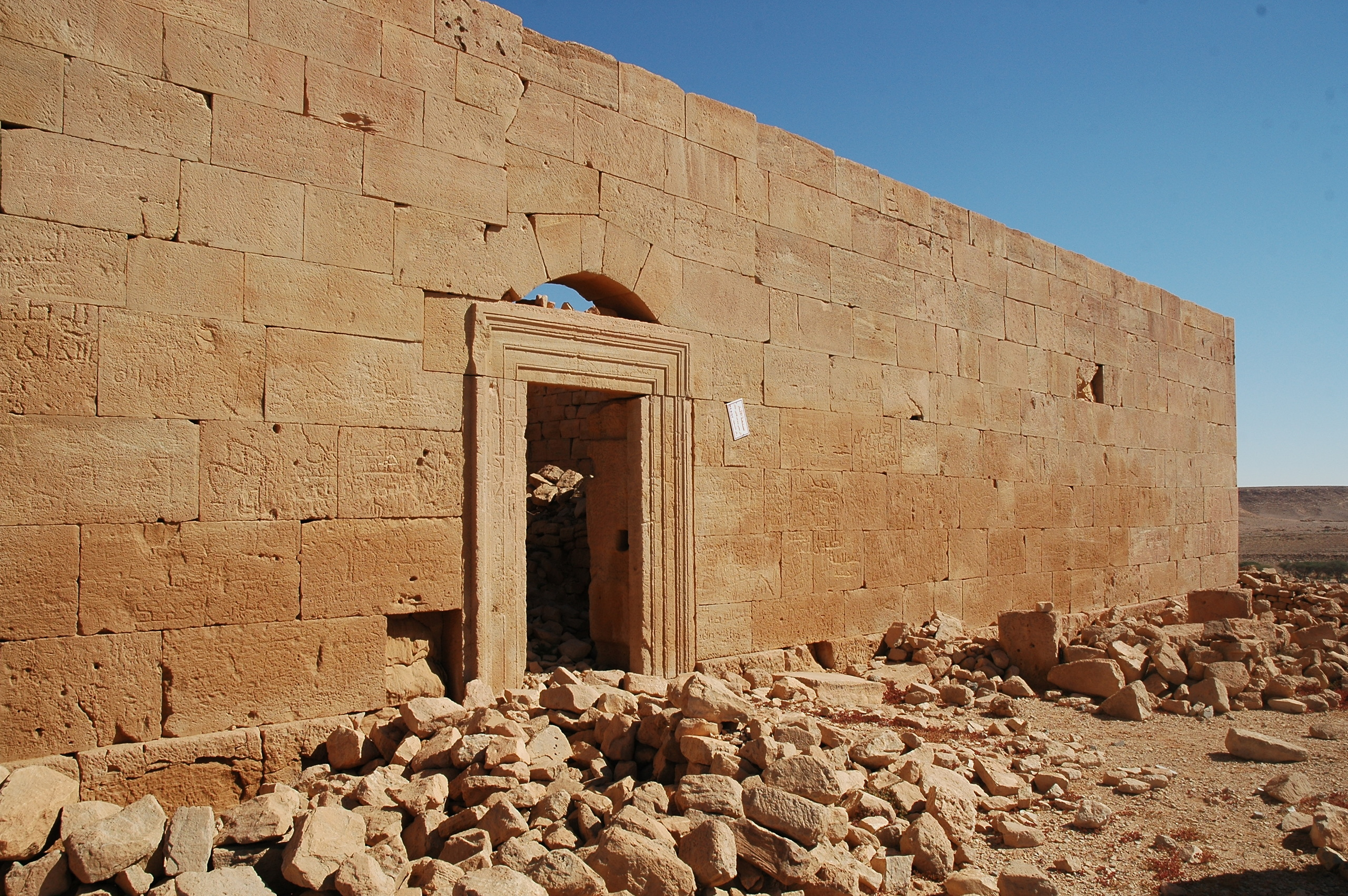
Der Zugang zum Gasr Banat (2006)

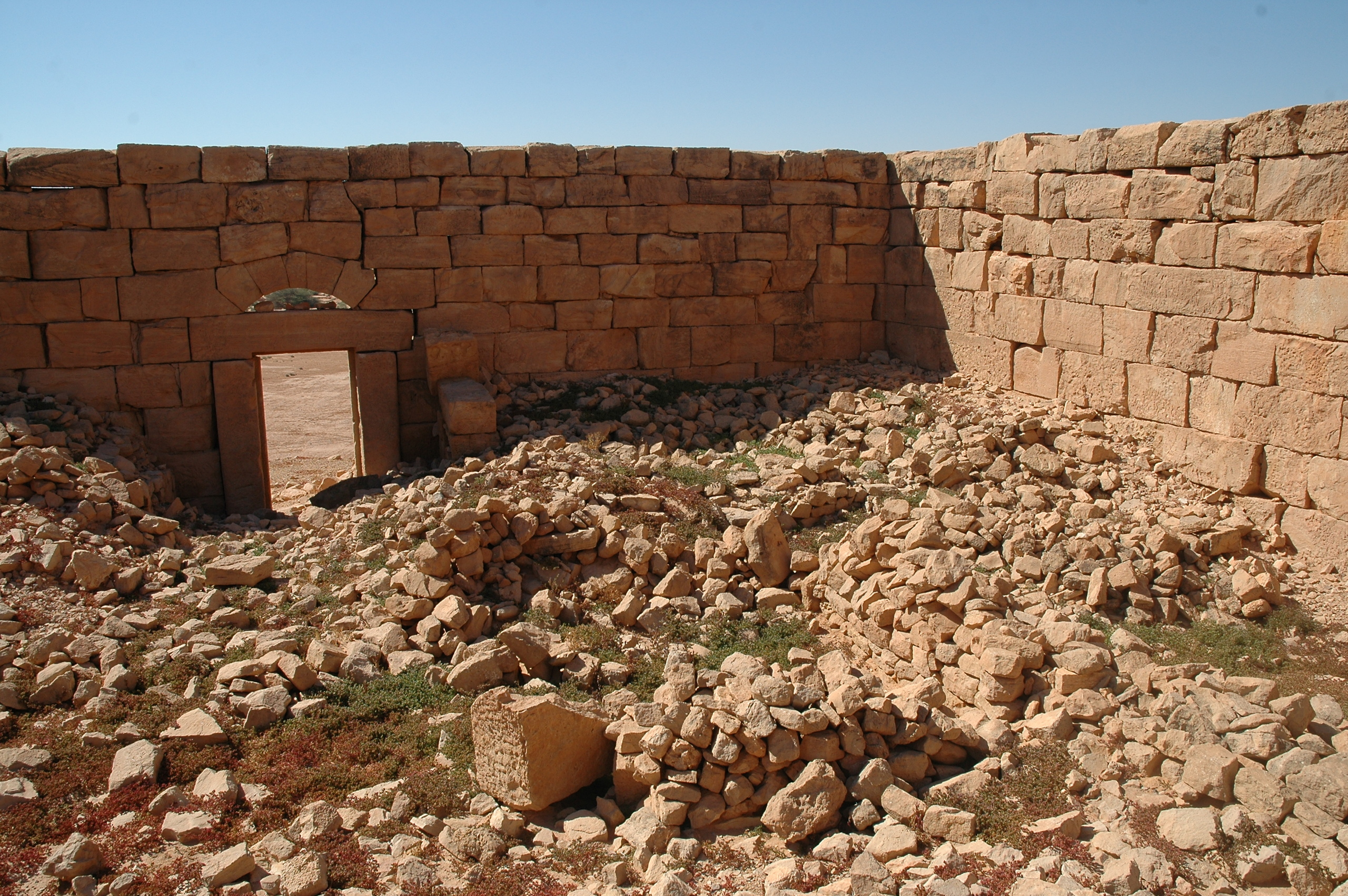
Blick im Inneren in südliche Richtung (2006)

Das Kleinkastell Gasr Banat, auch Gasr Isawi, war ein römisches Militärlager, dessen Besatzung für Sicherungs- und Überwachungsaufgaben am rückwärtigen Limes Tripolitanus in der römischen Provinz Africa proconsularis, später Tripolitania, zuständig war. Die Grenzanlagen bestanden hier aus einem tiefgestaffelten System von Kastellen und Militärposten. Die kleine, in der Vorwüste gelegene Befestigung befindet sich am Ostrand des Mittleren Wadi Sofeggin im Munizip Misrata in Libyen und diente sowohl der Überwachung eines einheimischen Stammeszentrums als auch der in der Nähe nach Norden über das Sofeggin verlaufenden Handelsrouten. Es gab in der Vergangenheit auch einige Stimmen, die nicht ausschlossen, Gasr Banat als einen zivilen Wehrbau der einheimischen Bevölkerung anzusehen.

## Lage
Die Anlage befindet sich über dem Nordwestrand des Wadi N'f'd, das zum unmittelbaren Einzugsbereich des Wadi Sofeggin, des bedeutendsten und größten Trockentals Tripolitaniens, gehört. Neben diesem Wadi, das mit seinen vielen Nebenarmen ein weitverzweigtes Flusssystem bildet, hat weiter südöstlich des Gasrs das ebenfalls mächtige Wadi Zemzem ein ähnlich komplexes Netz aus Nebenflüssen gebildet. Gasr Banat befindet sich nicht weit von der Wasserscheide der beiden großen Wadi entfernt.

## Baugeschichte
Das mittlere und untere Wadi Sofeggin wurde offenbar erst während der Zeit des fortgeschrittenen Prinzipats intensiv besiedelt. Dabei blieben in vielen Bereichen einige kulturelle Elemente der ursprünglichen Bewohner bis über die römische Epoche hinaus erhalten. Wie 1949 bereits der britische Archäologe Richard Goodchild (1918–1968) und weitere Forscher feststellten, wurden bei der Errichtung der kleinen Befestigung sehr ähnliche Vorgaben genutzt, wie sie auch bei dem am Unterlauf des Wadi Zemzem erbauten kleinen Grenzkastells Gheriat esh-Shergia verwendet worden waren. Die archäologischen Untersuchungen des von 1979 bis 1989 durchgeführten UNESCO-Programms „UNESCO Libyan Valleys Survey“ erbrachten 500 Meter vom Gasr Banat entfernt eine von Einheimischen auf rund 125 Höhenmetern errichtete, umwehrte Höhensiedlung, was neben der Überwachung der Fernhandelsrouten nach Norden zusätzlich ein Grund für die Errichtung eines Kleinkastells und einer ständigen Militärpräsenz gewesen sein könnte. Bedeutend für den Fernverkehr war auch eine am Ort angelegte römische Zisterne, deren Kontrolle die hier gemutmaßte Truppe zusätzlich innegehabt haben könnte.
Die aus sorgfältig zugerichteten, massiven Kalksteinblöcken gesetzte Umfassungsmauer des rechteckigen, 22 × 25 Meter (= 0,06 Hektar) großen wehrhaften Gebäudes steht noch sechs bis sieben Meter hoch. Sie wurde im Inneren ringsum durch ein Mauerwerk aus kleineren Kalksteinen hinterfüttert und verstärkt. Unmittelbar an dieses innere Ummantelung stießen die das Bauwerk innerhalb der Anlage strukturierenden raumtrennenden Mauerzüge. Die vier Gebäudeecken sind leicht abgerundet und abgeschrägt. Das Fundament des Bauwerks springt etwas vor. Der Grundriss basiert auf dem mediterranen Baukonzept, bedeckte Räume um einen zentralen, offenen Innenhof zu gruppieren. Bei anderen, typologisch ähnlichen Bauten konnte zusätzlich noch ein weiteres Stockwerk festgestellt werden. An einer Wand sind die von der UNESCO beauftragen Wissenschaftler auch auf Mauervertiefungen gestoßen, in denen einst die Balken für eine Holzdecke lagerten. Einige Steinblöcke wiesen Fischdarstellungen auf, die als Relief ausgeformt waren. Möglicherweise waren dies die Zeichen eines Steinmetzes.
Der einzige, sehr gut erhalten gebliebene einspurige Zugang ins Innere der Anlage liegt in südlicher Richtung; er konnte stark verriegelt und verschlossen werden. Am Eingang haben sich Löcher für die Türangel sowie für ein Sperrsystem gefunden. Bei anderen, vergleichbaren Gebäuden ist zusätzlich noch ein Turm über dem Eingang nachweisbar. Dieser Eingang wird durch ein steinernes Portal hervorgehoben, das mit fünf stufenförmig profilierten Leisten verziert ist. Über dem Türsturz wurde ein Entlastungsbogen verbaut. Eine Bauinschrift scheint – zumindest auf der erhaltenen Bauhöhe – nicht vorhanden gewesen zu sein. Die These einer militärischen Nutzung des Gasrs wird durch eine Reihe von regelmäßig angelegten Nebengebäuden, die sich am Boden abzeichnen, unterstützt.

## Datierung
Der britische Archäologe John Dore berichtete 1985 über die Auswertung von Keramik im Raum um Gasr Banat. An vielen Orten war das entsprechende Fundgut nicht aussagekräftig genug. Anders verhielt dies sich bei der „Nf39“ genannten einheimischen Höhensiedlung, welche bei den Forschungen der Wissenschaftler im Rahmen des UNESCO-Projekts zur archäologischen Geländeerkundungen in der Nähe des Gasrs Banat entdeckt wurde. Dort lasen die Wissenschaftler bewusst ausreichend große Mengen an Keramikscherben auf, um zeitliche Spitzenwerte und Ausschlüsse deutlich machen zu können. Es ließ sich festhalten, dass die frühe „African Red Slip Ware“ (ARS) in der Siedlung am weitesten verbreitet war. Diese in Nordafrika produzierte Terra Sigillata wurde während der Spätantike auf vielen Absatzmärkten des Römischen Reiches sehr gut verkauft. Feinkeramik der frühestens in der zweiten Hälfte des dritten Jahrhunderts anzusetzenden „Tripolitanian Red Slip Ware“ (TRS) fehlte bei der Auswertung jedoch vollständig. Dieses Ergebnis machte deutlich, dass das Leben auf der Höhensiedlung wohl um die Wende des dritten und vierten Jahrhunderts endete. Eine andere Erklärung für das Fehlen der jüngeren TRS könnte sich hinter der Möglichkeit verbergen, dass ab einem gewissen Zeitpunkt aus unbekannten Gründen keine römische Feinware mehr geliefert werden konnte. Da jedoch die wesentlich südlicher am Limes gelegenen Kastelle weiterhin mit Keramik beliefert wurden und die TRS während der UNESCO-Forschungen ein sehr weit verbreiteter Keramiktyp war, ist ein solches Szenario eher auszuschließen. Die Keramik aus der Siedlung „Nf39“ könnte einen Hinweis auf die Zeit der Gründung des Gasrs Banat geben.
Besonders wichtig ist auch die datierbare Keramik vom Gasr selbst. Auch hier ließ sich wie in der Siedlung frühe ARS datieren, die laut des von John W. Hayes erarbeiteten Katalogs dem Typ 27 angehört und damit in der Zeit zwischen 160 und 220 n. Chr. entstanden sein muss. Der britische Archäologe David Mattingly, der seit Jahrzehnten am tripolitanischen Limes forscht, sprach sich nach diesen Ergebnissen dafür aus, Gasr Banat – wie das Kleinkastell Gheriat esh-Shergia – in das späte zweite Jahrhundert zu datieren. Dann fiele die Errichtung mit einem Grenzschutz-Ausbauprogramm zusammen, das während der Regierungszeit des Kaisers Septimius Severus (193–211) aufgelegt wurde. Mattingly brachte zudem die Überlegung ins Spiel, die beiden ähnlich konstruierten Anlagen möglicherweise vorseverisch zu datieren.